# Isla Vaigach
La isla Vaigach (del ruso: Вайгач) es una isla localizada en el archipiélago de Nueva Zembla, frente a la costa ártica de Rusia, entre el mar de Pechora y el mar de Kara.
La principal peculiaridad de la isla Vaigach se debe principalmente al hecho de que durante muchos siglos fue la isla sagrada de los nenets, a la que llamaban «Hebidya Ya», que significa «Tierra Santa». De acuerdo a sus leyendas, era la morada de sus dioses. Pastores de renos y cazadores visitaban anualmente la isla para hacer sacrificios a los dioses poderosos y orar para pedir protección frente a los enemigos y buena suerte en la caza.

## Geografía
La isla de Vaigach está separada de la península de Yugorsky, en el continente, por el estrecho de Yugorsky y de Nueva Zembla por el estrecho de Kara. Administrativamente, la isla es parte de distrito autónomo de Nenetsia de la óblast de Arcángel, de Rusia.
Datos de la isla:
- Superficie: 3.383 km²
- Longitud: ~ 100 km
- Ancho: hasta a 45 km
- Temperaturas medias: -20 °С (febrero), 5 °С (junio)
- Punto más alto: 170 m

La isla Vaigach está formada principalmente por pizarra arcillosa, areniscas y calizas. La isla está compuesta principalmente por piedra caliza, y su elevación sobre el nivel del mar es geológicamente reciente. Retorcidas crestas rocosas corren en general a lo largo de su longitud y la costa tiene acantilados bajos en algunos lugares. Las rocas están muy fracturadas por el hielo, pero probablemente por el hielo marino más que por el de los glaciares. 
Hay muchos ríos (20-40 km de longitud), pantanos y pequeños lagos en la isla, que en su mayor parte se compone de tundra. Las playas elevadas son frecuentes.
Los asentamientos de Vaigach, Dólgaya Gubá y Várnek se encuentran en la isla.

## Fauna y flora
Hierbas, musgos y plantas con flores árticas son abundantes, pero no hay árboles a excepción de ocasionales sauces enanos. Los zorros y los lemmings se pueden ver de vez en cuando. Si bien no hay muchos animales en la isla, las aves si que son muy numerosas, con gran variedad de patos, zancudas, etc que son frecuentes en pantanos y lagos. Se sabe que al menos cinco osos polares habitan la isla.

## Reserva Natural
En 2007, el Fondo Mundial para la Naturaleza (WWF) y el gobierno ruso aprobaron crear una reserva natural en isla Vaigach. La isla y los mares circundantes son el hogar de muchos mamíferos marinos, como la morsa, la foca, y la amenazada ballena.

## Etnografía

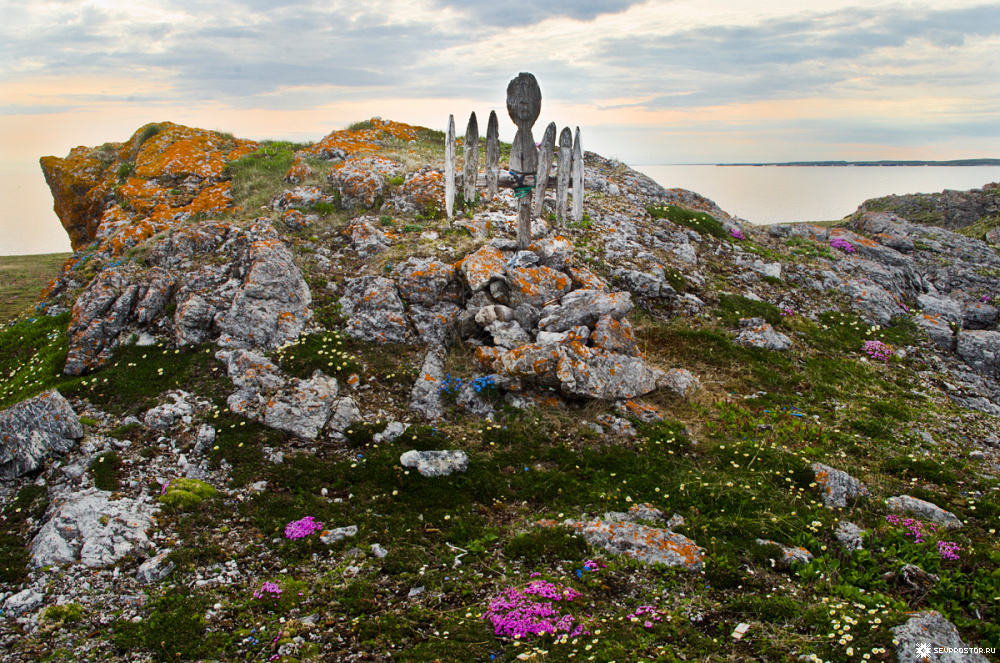
Ídolo de siete caras en Vaygach.

El nombre de la isla se traduce del nenezo como «tierra de aluvión». Hasta el siglo XIX, la isla fue un importante santuario de la tribu nenets. Hubo ídolos de madera policefálicos, pintados con la sangre de animales sagrados, principalmente el reno. Algunos de sus piras de sacrificio, que consiste en redes de deriva de madera, cuernos de venado y cráneos de osos y ciervos, han sido observados por los viajeros. A pesar de su conversión al cristianismo, los nenets siguen considerando estas piras con superstición.
La principal peculiaridad de la isla Vaigach se debe principalmente al hecho de que durante muchos siglos fue la isla sagrada de los nenets, a la que llamaban «Hebidya Ya», que significa «Tierra Santa». De acuerdo a sus leyendas, era la morada de sus dioses. Pastores de renos y cazadores visitaban anualmente la isla para hacer sacrificios a los dioses poderosos y orar para pedir protección frente a los enemigos y buena suerte en la caza. Cada verano, los nenets visitaban la isla para hacer sacrificios rituales. Tuvieron que cruzar el estrecho de Yugorsky en frágiles embarcaciones o simplemente en trineos tirados por renos, en una travesía bastante complicada debido a los témpanos de hielo y a las fuertes mareas y corrientes, incluso a mediados del verano.
Incluso hasta el siglo XIX nadie se atrevió a vivir en Vaigach, y sólo en el siglo XX (durante la época soviética) aparecieron asentamientos permanentes: un puesto fronterizo y una estación de radio, en el asentamiento Vaigach, al norte de la isla; y Várnek, un asentamiento en la bahía de Lyámchina, en la costa suroeste, con menos de 100 habitantes. 
En esta isla estaban los santuarios nenets más antiguos conocidos, los santuarios de sus principales deidades, los más estimados, como Vesako ("El anciano") y Hodako ("La anciana"). (Los "hijos y nietos" de los dioses tienen sus propios santuarios en diferentes partes de la tundra continental, desde el mar Blanco al río Yeniséi), en los que levantaron enormes ídolos de madera. Vesako vivía en la parte meridional de Vaigach, en el cabo Dyákonova. El ídolo de Vesako era una figura alta de madera con siete caras, acompañado por un séquito de 400 pequeños ídolos de madera que representaban a los hombres, mujeres y niños, y también cerca de 20 estatuas de piedra. Esta era la descripción del principal santuario de Vaigach realizados por los primeros visitantes europeos. 
El capitán inglés Steven Barrow llegó a la isla en 1556, y el navegante holandés Willem Barents avistó sus costas 40 años más tarde. Barents menciona que los ídolos de Vaigach tenían manchados de sangre de los ojos y la boca, como alimento que los nenets les daban con la sangre de los renos sacrificados. 
El ídolo de Hodako -un bloque de piedra parecido a una figura humana con un apuntada cabeza- está montado en la parte septentrional de Vaigach, en el cabo Bolvansky Nos. Hodako era la madre de la Tierra y la patrona de la caza. 
Además, el santuario del dios supremo Num estaba en la parte central de la isla, en la montaña Bolsháya Bolvánskaya. Y Neve-Hege (la Diosa madre) estaba cerca de él, en una profunda hendidura de un acantilado. Los europeos descubrieron estos dos santuarios mucho más tarde, ya que estaban escondidos lejos de la costa, en zonas de difícil acceso.
Vesako y Hodako tenía cuatro hijos que se fueron a diferentes puntos de la tundra: Nyu-Hegu era adorado cerca de unas pintorescas rocas en el sur de la isla; Minissei era adorado en uno de los picos de los Urales polares (Konstantínov Kamen); Yalmal fue cedido a una pequeña península de la bahía de Óbskaya (se cree que la península de Yamal desciende de este nombre); el último lugar sagrado era bajo el monte Kozmin en la península de Kanin. En todos estos lugares se levantaron ídolos de madera y tenían lugar los sacrificios. 
En 1898, Borísov, un paisajista ruso visitó los santuarios de Neve-Hege y Numa en el centro de Vaigach. Fue el primer europeo en hacerlo y dejó el siguiente relato:

Después de haber cruzado el último obstáculo —el río sagrado (Hai-Yaga)—, nos dirigimos hacia arriba. Todavía hay nieve aún en algunos lugares y todavía podía pisarla a pesar de que era demasiado frágil para los renos. Habíamos parado en el umbral de esta Meca nenets tres millas de distancia antes del principal santuario. Me apresuró a estudiar cuidadosamente el lugar más interesante y corró a través de un gran montón de ídolos entre las rocas. Es tan enorme, que requeriría alrededor de 30-40 carros para transportarlos a otro lugar. Los ídolos de dioses, especialmente los situados en el lado occidental, estaban rodeados por cráneos de renos y osos polares. Al lado de ellos, hay montones de hachas, cuchillos, cadenas, partes de anclas. Lo más probable es que se hayan pertenecido a los buques que se estrellaron aquí. Numerosos arpones, fusiles y balas también se amontonan alrededor. Los nenets viajan miles de kilómetros de distancia para sacrificar un reno y espolvorear con su sangre el santuario…. Ojos, orejas, labios, de los dioses muestran la evidencia de sangre seca.
Borísov.

Por desgracia, hoy en día, la mayoría de los santuarios nenets fueron asolados o incluso devastados. El Archimandrita Veniamin inició su destrucción en 1825, cuando hizo una visita a la isla con una misión ortodoxa y obligó a los nenets, después de bautizarlos, a quemar el santuario de Vesako. Veniamin levantó una cruz de madera en los antiguos santuarios. Diez años más tarde, se erigieron nuevos ídolos, no muy lejos de la cruz, y los sacrificios continuaron. Nenets armados (los llamados 'salvajes nenets') vigilaban la isla contra invasores y se prohibió estrictamente la caza e incluso la recogida de flores en las inmediaciones de los santuarios y al igual que antes, se consideró como una "isla sagrada"  hasta la Revolución de Octubre de 1917. 
Durante la época soviética la mayoría de las singulares monumentos religiosos en este "baluarte de oscurantismo" fueron destruidos y las visitas prohibidas. Un gulag fue construido en la parte sudoccidental de Vaigach, en bahía Lyamchin, donde los presos extraían mineral de zinc.